# Ainsworth Bay
Die Ainsworth Bay ist eine vereiste Bucht zwischen Kap Bage und Kap Webb an der ostantarktischen Georg-V.-Küste.
Entdeckt wurde sie bei der Australasiatischen Antarktisexpedition (1911–1914) unter der Leitung des australischen Polarforschers Douglas Mawson. Mawson benannte die Bucht nach George Frederick Ainsworth (1878–1950), Meteorologe und Leiter der Mannschaft bei dieser Expedition, die zwischen 1911 und 1913 auf der Macquarieinsel stationiert war.